# Walter Espec
Walter Espec, también Walter Fitz William (c. 1074-1155), fue un noble caballero anglonormando, castellano y segundo barón de Helmsley, señor de Wark y Kirkham, Alto Sheriff de Yorkshire, justiciar de Enrique I de Inglaterra en Northumberland. Era hijo de William Espec (c. 1035-1110), un leal caballero normando que siguió a Guillermo el Bastardo durante la conquista de Inglaterra, primer barón de Helmsley y señor feudal de Old Warden (Bedfordshire) hacia 1086. El cronista Elredo de Rieval (c. 1110-1167) lo consideraba «un noble muy notable y uno de los líderes de las baronías más leales del rey Enrique». Fue fundador y benefactor de la abadía de Kirkham a finales de la década de 1120; la abadía de Rievaulx en 1131, a la que donó 100 acres de tierra; y de la abadía de Warden (1135). Junto a Eustace fitz John, controlaban las marcas escocesas en el norte.
Bajo el reinado del rey Esteban, lideró parte de las tropas inglesas junto a Guillermo de Aumale en la batalla del estandarte en 1138. Como era habitual entre los nobles anglonormandos, al poco de enfermar en 1153 se convirtió en monje y falleció dos años después.

## Herencia
Se casó con Adelina de Kirkham (c. 1076-1124), una dama de genealogía desconocida. Fruto de esa relación tuvieron un hijo llamado Walter, que murió joven al caer de un caballo y romperse el cuello. No consta otra descendencia en común.
Walter tenía tres hermanas que posiblemente heredaron sus propiedades tras su muerte:
- Hawise d'Espec (c. 1070-1158), esposa de Guillermo de Busli (de Bussy), de Old Warden (c. 1060-1115);
- Albreda d'Espec (c. 1086-1129), esposa de Geoffrey de Trailli (c. 1090-1158);
- Adeline d'Espec (c. 1087-1157), esposa de Piers de Ros (de Roos), (c. 1087-1130).